# Alain Fondary
Pour les articles homonymes, voir Fondary.
Alain Fondary (Bagnolet, 9 octobre 1932) est un baryton français.

## Biographie
Avant de s'engager dans la carrière lyrique, Alain Fondary suit la tradition familiale de souffleur de verre, comme ses parents, à Paris, Boulevard Voltaire. Il fait l'école de verrerie et fréquente jeune l'opéra avec ses parents et José Luccioni, un ami de la famille. Passionné de judo, il travaille néanmoins le chant à trente ans, d'abord avec André Baugé, puis avec Georges Jouatte et André Hauth, puis avec Yvonne Pons, Alice Monfort et Gaetano Abrani.
Il fait ses débuts à Cherbourg dans le Paillasse de Ruggero Leoncavallo, interprétant le rôle de Tonio en 1968 et l’année suivante chante Ourrias dans Mireille de Charles Gounod à Toulouse. Il crée Les Boréades de Jean-Philippe Rameau, sous la direction de Gardiner à Londres en 1980. Sa carrière se précipite en 1984 à Bercy, lorsqu'il remplace Piero Cappuccilli dans Aida de Verdi, où il incarne Amonasro ; En décembre 1985, il fait ses débuts à La Scala de Milan dans le rôle d'Amonasro, rôle qu'il reprend quelques mois plus tard toujours à Milan. il se voit dès lors proposer les plus grandes scènes. L'année suivante il chante aux Chorégies d'Orange, à Covent Garden, à la Scala. En 1987, il fait ses débuts américains à San Francisco dans le rôle de Scarpia de la Tosca de Giacomo Puccini et l’année suivante au MET dans Cavalleria rusticana de Pietro Mascagni et Aida ; à Munich, il chante dans Les Contes d'Hoffmann. À Paris, il chante dans Thaïs de Jules Massenet et Rigoletto de Verdi. Il apparaît pour la première fois au festival de Pâques de Salzbourg en 1989 dans Tosca aux côtés de Luciano Pavarotti et sous la direction de Karajan, et dans Carmen à Paris. L'année suivante il est demandé à l'Opéra de Vienne où il interprète le grand prêtre de Dagon, Amonasro ou Scarpia. ; en 1992 il joue Falstaff à Buenos Aires.
Habitué des Chorégies d'Orange, il interprète notamment Paolo dans Simon Boccanegra de Verdi (1985), Posa dans Don Carlo de Verdi (1990), Nabucco en 1989 et 1998, Il Conte di Luna dans Il Trovatore en 1992, Amonasro dans Aîda en 1994, Scarpia (Tosca) en 2000.
En mars 2008, il incarne sultan Alaouddin dans Padmâvatî d'Albert Roussel, sous la direction de Lawrence Foster, au théâtre du Châtelet.
En 2015, il fonde avec Chantal Bastide et Michèle Voisinet le chœur Vocissimo, établi à Vauvert dans le Gard.

## Répertoire
Son répertoire compte plus de trente rôles dont, Tosca, La Gioconda, Hérodiade, Henry VIII, Samson et Dalila, Thaïs, Jérusalem, les grands rôles verdiens : Macbeth, Rigoletto, Don Carlos, Othello, Simon Boccanegra, Aida, Nabucco, Falstaff ainsi que Les Contes d'Hoffmann et la Grande Duchesse de Gerolstein.
Il a également créé des œuvres de Charles Chaynes, dont Cecilia à Monte-Carlo en 2000, redonné à Avignon en janvier 2005 ; Mi amor en mars 2007 à Metz.

## Décoration
- Commandeur de l'ordre des Arts et des Lettres (2024)[3]

## Discographie
- Gounod, Roméo et Juliette - Alain Fondary : Capulet ; Roberto Alagna, Romeo ; Angela Gheorghiu, Juliette ; Anne Constantin ; José van Dam ; Chœurs et Orchestre du Capitole de Toulouse, dir. Michel Plasson (octobre 1995, EMI) (OCLC 815765146)
- Landowski, Montségur - Karan Armstrong, soprano ; Michel Sénéchal et Rémy Corazza, ténors ; Gino Quillico, Pierre Thau et Alain Fondary, barytons ; Chœurs et Orchestre de l'Opéra de Paris, dir. Michel Plasson (avril 1987, Cybelia) (OCLC 658978316)
- Massenet, Don Quichotte - Teresa Berganza (La belle Dulcinée) ; José Van Dam (Don Quichotte) ; Alain Fondary (Sancho Pança) ; Chœurs et Orchestre du Capitole de Toulouse, dir. Michel Plasson (23-27 juin 1992, EMI)[4] (OCLC 857975255)
- Puccini, La fanciulla del West - Éva Marton, soprano ; Dennis O'Neill et Walter Planté, ténors ; Alain Fondary, baryton ; Chœurs et orchestre de la radio bavaroise, dir. Leonard Slatkin (16-28 juin 1991, RCA Victor Red Seal) (OCLC 27723911)
- Saint-Saëns, Samson et Dalila - Waltraud Meier, Plácido Domingo ; Chœurs et Orchestre de l'Opéra Bastille, dir. Chung Myung-whun (1-11 juillet 1991, EMI 7 54470 2) (OCLC 27966982)